# Catedral de San Esteban (Passau)
La catedral de San Esteban (en alemán: Dom St. Stephan) es una iglesia barroca de 1688 en Passau, Alemania, dedicada a San Esteban. Es la sede del obispado de Passau y la iglesia principal de su diócesis.
Desde 730 ha habido numerosas iglesias construidas en el emplazamiento de la catedral. El actual edificio, barroco de alrededor de 100 metros (328 pies) de largo, fue construido entre 1668 y 1693, después de un incendio en 1662 que destruyó el edificio predecesor, del que tan sólo se conservó la parte oriental del gótico tardío. El plan general de la catedral fue ideado por Carlo Lurago, su decoración interior es de Giovanni Battista Carlone y sus frescos de Carpoforo Tencalla.

## Órgano

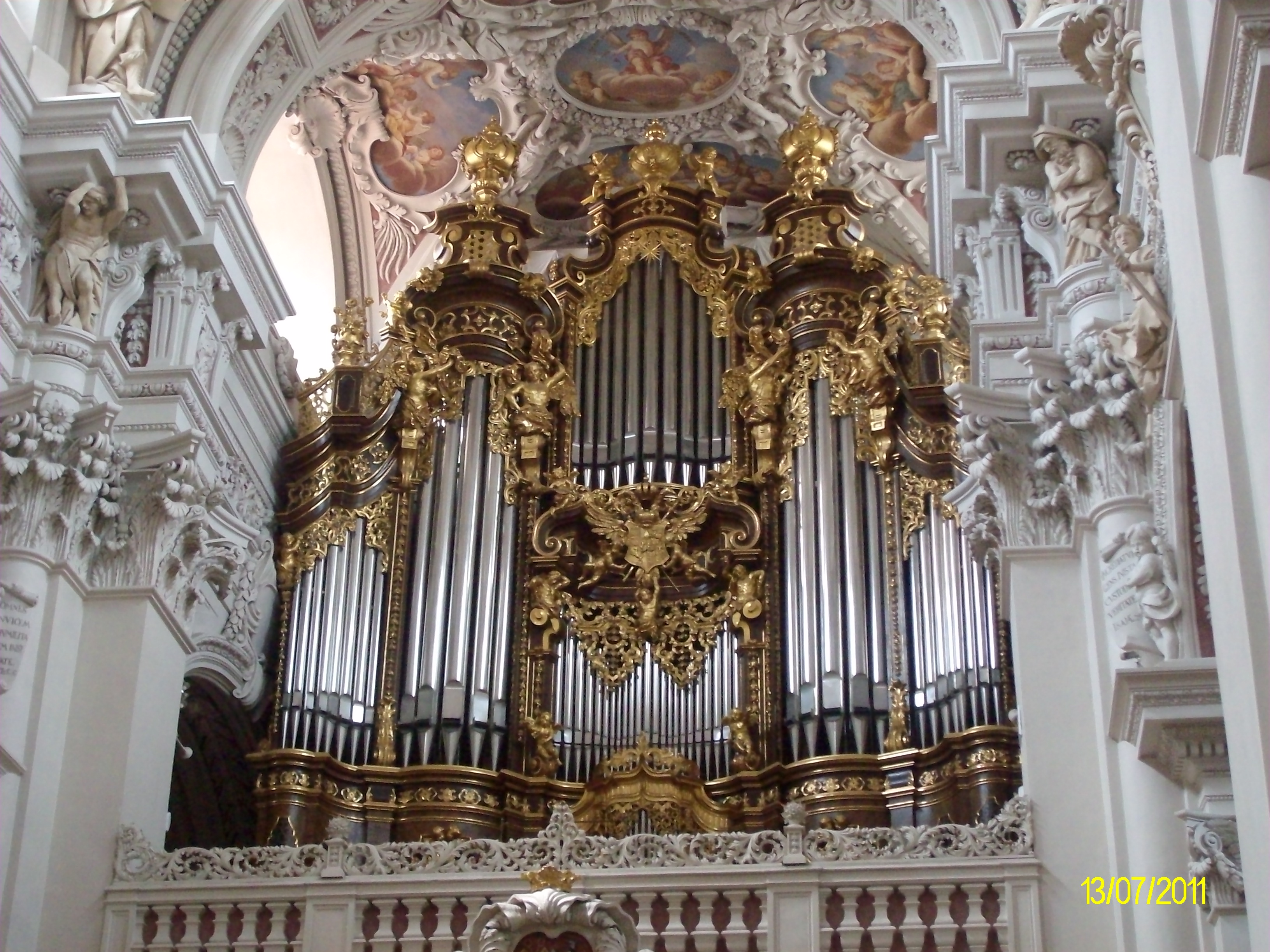
Órgano de la Catedral de San Esteban (principal) construido por Steinmeyer en 1925, usando la caja de hecha por Joseph Matthias Götz en 1733 para el antiguo órgano de Hechenberger.

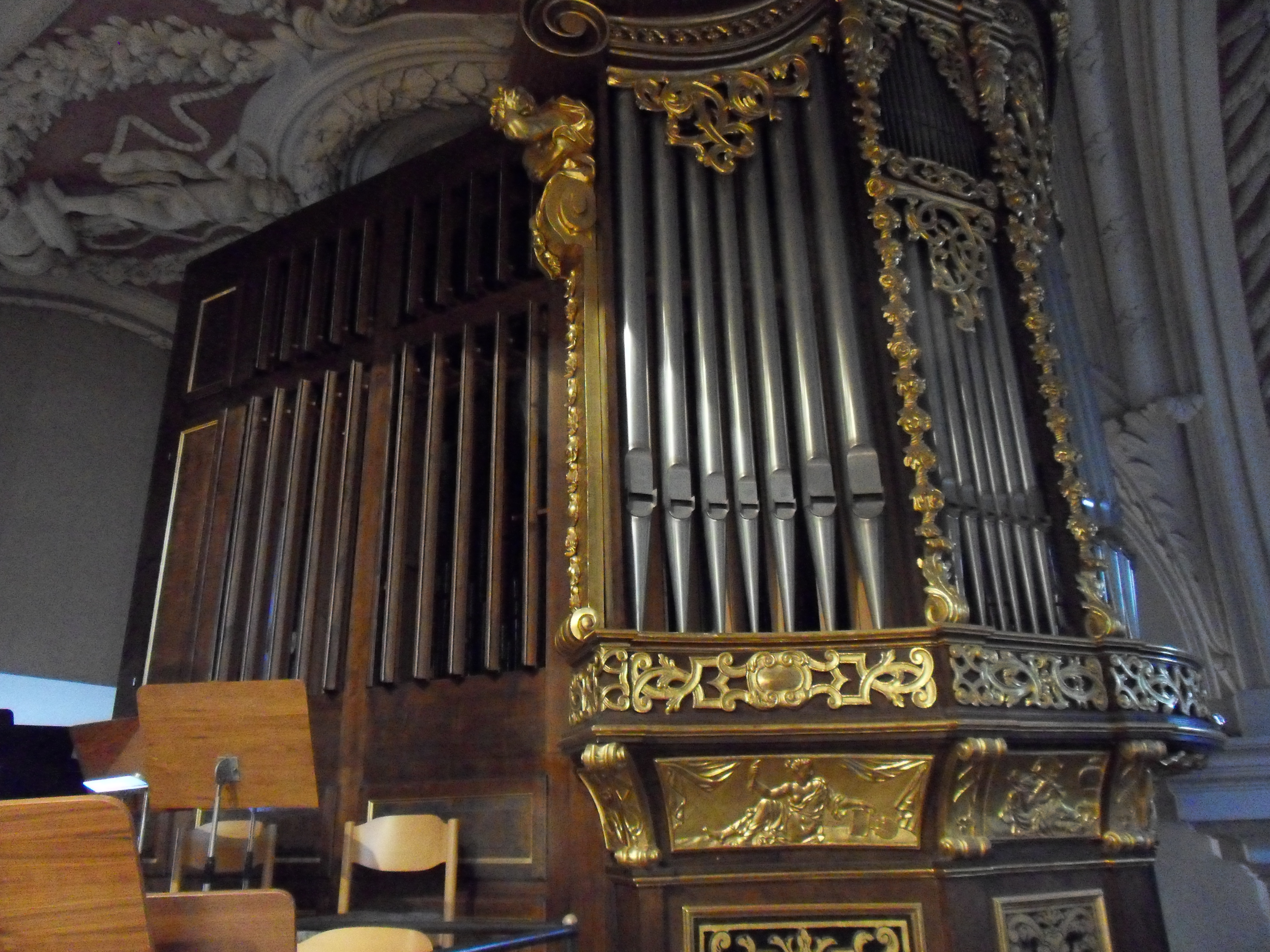
Órgano del Evagelio, se pueden observar las persianas swell parcialmente abiertas.

El Órgano de la Catedral de San Esteban del templo esta compuesto por cinco subróganos que se pueden tocar desde una misma consola principal, pero cada uno también tiene la suya propia. Entre todos los órganos tienen en total 17.774 tubos distribuidos en 333 rangos y 223 registros. La construcción del órgano principal data del siglo XV, mientras que los demás subróganos fueron construidos a lo largo del tiempo por distintos fabricantes, además tanto el órgano principal como los subróganos fueron reformados y ampliados en distintas ocasiones por diversas firmas como Hechenberger, Steinmeyer, Eisenbarth, Roland Killinger y la vigente reforma por parte de las firmas Klais, Karl Schuke y Casavant Frères que se prevé finalizará en 2026. Es el órgano más grande de Europa, además de ser el más grande instalado en una iglesia católica en el mundo. Fue el órgano de iglesia más grande del mundo en el momento de su construcción, y mantuvo este título hasta la década de 1990.